# Applicazione delle imposte
L'applicazione delle imposte si ha quando la norma tributaria produce i propri effetti.

## Principi amministrativi delle imposte
Adam Smith formulò tre linee guida riguardanti l'applicazione delle imposte:
1. Certezza tributaria. Il metodo di calcolo dell'imposta deve essere certo e non arbitrario, per consentire chiarezza ed evitare possibili abusi dell'Amministrazione finanziaria oppure elusione del cittadino;
2. Comodità di pagamento. L'imposta non deve essere gravosa da pagare per il cittadino;
3. Economicità nella riscossione. Lo Stato deve poter riscuotere le proprie imposte con meno costi possibili.

## Fasi dell'applicazione
Il ciclo vitale di un'imposta si compone di diverse fasi:
1. Sorgere dell'obbligazione tributaria, ovvero dell'obbligo di pagare l'imposta;
2. Accertamento. Con esso l'ammontare dell'imposta viene reso certo, liquido ed esigibile;
3. Riscossione. Il contribuente versa, spontaneamente o coattivamente, le somme dovute;
4. Versamento. L'ammontare delle imposte confluisce nelle casse dell'ente impositore.

## Sorgere dell'obbligazione tributaria
L'obbligazione tributaria deriva direttamente dalla legge e si costituisce quando la fattispecie astratta, prevista dal legislatore come presupposto d'imposta, si realizza nei confronti di un determinato soggetto. Ciò significa che il solo verificarsi di una situazione che la norma individua come "presupposto" impositivo di persé determina l'obbligo di pagare il tributo (ad esempio, il mero possesso di redditi obbliga le persone fisiche a versare l'IRPEF, anche se tale imposta non è stata calcolata oppure il percettore non se ne rende conto);

## Accertamento
L'accertamento tributario è quella procedura che mira ad individuare l'ammontare dell'imposta dovuta.

### Metodi
Per accertare un'imposta si possono utilizzare, tradizionalmente, due metodi:
1. Metodo analitico. Con esso si rilevano e valutano individualmente tutti gli elementi che compongono la base imponibile e si calcola l'imposta su ciò che si ottiene (ad esempio, si vagliano voce per voce tutti i redditi di un cittadino e sul totale ottenuto si calcola l'IRPEF);
2. Metodo induttivo. Con esso la base imponibile viene determinata in maniera forfettaria, sulla valutazione di elementi esteriori oppure di presunzioni (ad esempio, chi non ha patrimonio ma lo stesso ha acquistato un immobile si può presumere che tale somma se la sia guadagnata e dunque sia da assoggettare ad IRPEF).

### Procedimenti
I metodi analitico ed induttivo possono essere applicati con varie modalità operative:
1. Autotassazione, o procedimento della dichiarazione verificata. È il procedimento che si utilizza in forma ordinaria. Il contribuente dichiara al Fisco con un modulo (la dichiarazione appunto) l'ammontare della base imponibile, dopodiché calcola da sé l'imposta (si "autotassa");
2. Accertamento d'ufficio. In questo caso gli uffici fiscali calcolano l'imposta sulla base dei dati in loro possesso ed il contribuente è tenuto a pagarla.
3. Accertamento in rettifica. Si tratta di una forma che combina le precedenti. Quando il contribuente calcola l'imposta in autotassazione e presenta la dichiarazione, gli uffici fiscali possono comunque controllarla e contestare al contribuente eventuali errori che danno luogo ad una minore o maggiore imposta.

### In pratica
Per calcolare un'imposta è necessaria, per prima cosa, quantificare la materia imponibile con i metodi previsti dalla legge.
Una volta determinata la base imponibile, bisogna sottrarre tutti gli importi che la legge permette: essi sono denominati deduzioni.
Una volta che l'imponibile è stato "epurato" da tutto ciò che poteva ridurlo, occorre moltiplicarlo per l'aliquota prevista: in questo modo si ottiene la cosiddetta imposta lorda. Questa operazione si denomina tassazione ed il procedimento descritto rappresenta la tassazione per quotità. Un altro sistema, ad oggi utilizzato in alcuni casi per la tassa rifiuti, è la tassazione per contingente: lo Stato determina la somma da introitare e successivamente la suddivide fra tutti i cittadini.
Qualora la legge permettesse di sottrarre delle somme dall'imposta lorda, è il momento di farlo: esse si chiamano detrazioni.
Tolte le detrazioni, abbiamo l'imposta netta: questa è la somma da pagare.

## Riscossione
La riscossione è il pagamento delle imposte.

### Metodi
Le imposte possono essere riscosse in varie maniere:
1. Ritenuta diretta. Questo metodo trova applicazione per i redditi erogati dallo Stato: esso trattiene l'imposta dovuta, versando al cittadino l'importo al netto dell'imposta;
2. Sostituto d'imposta. Esso è un soggetto che sostituisce, in tutto o in parte, il contribuente nei confronti del Fisco. Il pagamento dell'imposta non viene effettuato dal contribuente, ma da colui che corrisponde il reddito, detto appunto sostituto d'imposta;
3. Versamento diretto. Il contribuente, spontaneamente, versa l'imposta;
4. Ruolo. Si tratta della cosiddetta riscossione coattiva: il contribuente viene obbligato a pagare l'imposta.

### Gestione delle riscossioni
La riscossione può essere gestita direttamente dall'ente impositore oppure appaltata ai privati. Vediamo in sintesi:
1. Riscossione per esattoria. In questo caso le Pubbliche Amministrazioni affidano ad un soggetto esterno la riscossione, retribuito con un aggio;
2. Servizio di riscossione. In questa maniera le imposte sono riscosse direttamente dallo Stato. Ad oggi il Servizio di Riscossione è Equitalia;
3. Riscossione per regìa. L'imposta viene riscossa dallo stesso ufficio che la ha accertata. Si utilizza, ad esempio, per l'imposta di registro;
4. Riscossione per bollo. L'imposta si riscuote mediante l'acquisto di bolli da apporre sul documento. Si riscuote così, appunto, l'imposta di bollo.

## Versamento
Il versamento è il trasferimento delle somme nelle casse dell'ente impositore. Se la riscossione è diretta, essa coincide con il versamento; se invece è un esattore a svolgerla, esso trasferirà a scadenze prestabilite le somme ottenute nelle casse dello Stato, realizzando così la quarta fase dell'applicazione.